# پوستامونوشتور
پوستامونوشتور (به مجاری:  Pusztamonostor) یک منطقهٔ مسکونی در مجارستان است که در یاس-نادی‌کون-سولنوک واقع شده‌است. پوستامونوشتور ۲۴٫۶۲ کیلومتر مربع مساحت و ۱٬۶۶۴ نفر جمعیت دارد.